# Die Zikaden
Die Zikaden ist ein Hörspiel von Ingeborg Bachmann, das Ende 1954 in Neapel entstand und am 23. März 1955 mit Musik von Hans Werner Henze im NWDR Hamburg gesendet wurde. Im selben Jahr lag der Text im Druck vor („Hörspielbuch 1955“ (Bd. 6), Europäische Verlagsanstalt Frankfurt am Main).
Der Zuhörer wird auf eine mediterrane Insel, den „Schauplatz menschlicher Niederlagen“, geführt. Den Geschlagenen ist die Flucht vom Festland gelungen.

## Inhalt
Der anonyme Erzähler hat sich auf eine der italienischen Inseln geflüchtet. Am Strand kommt ihm gegen Mittag einer entgegen, der wegsieht. Wenn man es als Auswärtiger auf die Insel geschafft hat, dann will man nicht gesehen werden. Dem Gesang der Zikaden aber kann sich auf jenem Eiland keiner entziehen. Diese Insekten sollen einmal Menschen gewesen sein, die nun immerfort – und besonders durchdringend mittags – mit unmenschlicher Stimme singen müssen. Mit „unmenschlich“ meint Ingeborg Bachmann den „Gesang jenseits der Menschen“.
Von jenem Erzähler erfährt der Zuhörer nicht nur, was es mit dem erschreckenden Gesang der Zikaden auf sich hat. Es werden auch die auftretenden Personen vorgestellt. Jede dieser Personen stünde für sich mutterseelenallein auf der Insel, wäre da nicht Antonio, ein einheimischer dienstbarer Geist, der sich kleine Leistungen gern vergüten lässt. Antonio fordert aber keinesfalls Bezahlung. Der braun gebrannte Insulaner ist ein Jasager, der stets nach der entscheidenden Frage Nein sagen kann.
Ingeborg Bachmann konfrontiert jeden zugereisten Fremden für sich allein mit Antonio. Eine Ausnahme davon bilden der Protagonist Robinson und der Gefangene. Früher ist Robinson auf dem Festland mit Aktenmappe und Brieftasche zur Arbeit gegangen. Durch seine Flucht auf die Insel wollte er aus einer Gesellschaft austreten, die in sein Leben empfindlich eingegriffen hatte. Seine Frau Anna schreibt ihm immer noch. Er weiß keine Antwort. Von einer Nachbarinsel hat sich ein Gefangener – etwa zwölf Stunden schwimmend – zu Robinson herübergerettet. Der mit lebenslänglich Bestrafte wird vom Fluchthelfer Robinson vor den Carabinieri verborgen. Der Zuhörer erfährt nicht den Grund für das Lebenslänglich. Der Gefangene wird gefasst.
Jeder der Zugereisten, isoliert und einsam, hat ein anderes Fluchtmotiv. Antonio fährt gelegentlich das Motorboot der Mrs. Helen Brown. Die Dame ist fünfmal geschieden und sehnt sich nach ihrem Kind, das ihr abgetrieben wurde. Mr. Brown, ihr aktueller Ehegatte, taucht nach seinem Sohn, der mit einem Kriegsschiff untergegangen sein soll.
Für einen Trinker, den mittelmäßigen Maler Salvatore, hängt Antonio anlässlich von Ausstellungen Bilder auf und um. Ein gewisser Prinz Ali hat sich vor Mitgliedern seines Königshauses sowie vor Attentaten und Revolutionen auf die Insel geflüchtet. Nun lebt der Prinz umgeben von Schafherden. Manchmal aber wird er von der Familie an seinen Stand erinnert. Dann lädt er schuldbewusst Gott und die Welt ein. Rauschende Feste, deren jedes in einem Feuerwerk gipfelt, werden auf der Insel gefeiert. Antonio brennt die Feuerwerkskörper nach den detaillierten Vorgaben des Prinzen Ali ab.
Besonders in der Saison hat Antonio wirklich alle Hände voll zu tun. Wenn der Bauer, auf dessen Grund ein Jungborn fließt, keine Muße hat, betreut Antonio die Badegäste. Eine prominente Kosmetikerin unter ihnen ist die 40-jährige Jeanette. Diese Chemikerin tut alles, um ihr Altern hinauszuzögern. Antonio ist ihr dabei behilflich.
Dem Schuljungen Stefano will Antonio helfen, kann ihn aber nur nach Hause schicken. Stefano hat während der schulischen Schlussprüfungen versagt und sucht bei seinem erwachsenen Freund Antonio Schutz.
Schließlich ist da noch die einzige Ausnahme. Der Deutsche Benedikt hat nicht aufgegeben. Die Italiener nennen ihn Benedetto. Nach dem Krieg wurde er von Antonios Vater vor den Streifen versteckt. Seit Jahren schon ist Benedikt der einzige Mitarbeiter in der Redaktion des „Inselboten“. Antonio trägt die Zeitung aus. Die oben erwähnte Ergreifung des Gefangenen wäre die Sensationsmeldung an sich, doch Benedikt nimmt aus Rücksicht auf das Geschäft mit den sonnenhungrigen Fremden davon Abstand.
Der Erzähler gesteht endlich dem Zuhörer, die Insel gibt es nicht. Die Metamorphose von Menschen in Zikaden passt in dieses allegorische Spiel.

## Form
Der überaus mitteilsame Erzähler erinnert an das Epische Theater. Er macht es dem Zuhörer leicht. Durch seine Erläuterung wird sofort klar, was eigentlich für ein neuer Flüchtling mitten im Hörspiel schon wieder vorgestellt wird. Da Antonios Kundschaft isoliert lebt, handelt sie nicht – falls mit Handlung Interaktion mit anderen Flüchtlingen gemeint ist. Eine Ausnahme bilden, wie oben angedeutet, Robinson und der Gefangene. Neben Antonio klammert noch der Erzähler notdürftig das Geschehen.
Der Fakten sind viele in dem Hörspiel. Die meisten erscheinen dem Zuhörer als rätselhaft. Zum Beispiel möchte er wissen: Wer hat Mrs. Brown warum das ungeborene Kind genommen? Oder: Was bedeuten die ins Philosophische ausufernden Gespräche des Gefangenen mit Robinson? Nach Golisch wird über den Widerspruch „von Wirklichkeit und Möglichkeit“ philosophiert. Robinson erscheint dabei Beicken als der unverstandene Autor.
In dem Spiel gibt es ebenso wenig eine Handlung wie diese italienische Insel existiert. Das Hörstück lebt von seinen Dialogen. Golisch spricht in dem Zusammenhang von der „feinen Ironie“, mit der Ingeborg Bachmann wohl abgewogen und distanziert die Gespräche sowohl des Ja-Nein-Sagers Antonio mit den gestrauchelten Flüchtlingen als auch die Dialoge Robinsons mit dem Gefangenen überzieht. In letzteren Gesprächen dominiere der Gefangene geistig. Trotzdem würden die Dialogversuche bis zum letztmöglichen Moment – also bis zum Erscheinen der Carabinieri – fortgeführt.

## Rezeption
Mit der Insel sei Ischia gemeint. Den Zikadengesang – eine Gottesgabe – habe Ingeborg Bachmann aus dem platonischen Dialog Phaidros entnommen und in sein Gegenteil verkehrt. Die Zukunft der auf die Insel geflüchteten Aussteiger ende ausweglos im Jammertal. In der Bachmannschen Utopie werde der Zuhörer vor einem Insulanerdasein gewarnt. Die Ja-Nein sagende Instanz Antonio antworte immer Nein zu grundsätzlichen Wünschen der Asyl Suchenden. Das seien genau solche Begehren, die das Leben außerhalb der Sozietät beträfen. Der einzige, dem Antonio kein Nein sage, sei Benedikt. Denn dieser politische Flüchtling habe vor Jahren schon auf die Rückkehr in die Gesellschaft verzichtet. Das Zikaden-Motiv vom ins Abseits Geraten könne auch noch als Absage Ingeborg Bachmanns an die L’art pour l’art verstanden werden. Doch es bleibe dabei – das Entkommen aus der Gesellschaft sei gefährlich, denn Flucht auf die Insel ende in Isolation.
Die Utopie Insel unterliege der Wirklichkeit Festland.
Bareiss und Ohloff nennen zehn Besprechungen aus den Jahren 1955 bis 1967 und geben zwei Betrachtungen zur Musik Henzes aus den Jahren 1955 und 1965 an.

## Angaben zur Produktion
Sendetitel: Zikaden
Mitwirkende:
- Will Quadflieg: Robinson
- Paul Hoffmann: Der Gefangene
- Charles Brauer: Antonio
- Gert Niemitz: Benedikt
- Irmgard Först: Mrs. Helen Brown
- Hans Paetsch: Mr. Charles Brown
- Heinz Klevenow: Salvatore
- Victor Stefan Goertz: Prinz Ali
- Tonio von der Meden: Stefano
- Ludwig Cremer: Erzähler
- sowie Gisela Zoch-Westphal, Inge Schmidt, Hans Kirchner und Heinrich Ockel

- Regie: Gert Westphal

Produzent: NWDR Hamburg
Erstsendung: 25. März 1955
Abspieldauer: 92 Minuten
Der Tonträger ist noch vorhanden.

### Textausgaben
Verwendete Ausgabe
- Christine Koschel (Hrsg.), Inge von Weidenbaum (Hrsg.), Clemens Münster (Hrsg.): Ingeborg Bachmann. Werke. Erster Band: Gedichte. Hörspiele. Libretti. Übersetzungen. 683 Seiten. Piper, München 1978 (5. Aufl. 1993), Band 1701 der Serie Piper, ISBN 3-492-11701-5, S. 217–268

### Sekundärliteratur
- Horst-Günter Funke: Ingeborg Bachmann. Zwei Hörspiele. Die Zikaden. Der gute Gott von Manhattan. Interpretation. Oldenbourg, München 1969, S. 9–51
- Heinz Schwitzke (Hrsg.), Werner Klippert (Hrsg.): Reclams Hörspielführer. Reclam, Stuttgart 1969 (RUB 10161-10168), S. 8 und S. 53–55
- Beatrice Angst-Hürlimann: Im Widerspiel des Unmöglichen mit dem Möglichen. Zum Problem der Sprache bei Ingeborg Bachmann. Juris Verlag, Zürich 1971 (Diss. Zürich 1971), S. 11–34
- Holger Pausch: Ingeborg Bachmann. Colloquium Verlag, Berlin 1975 (Reihe: Köpfe des 20. Jahrhunderts, Bd. 81), S. 40–56
- Otto Bareiss, Frauke Ohloff: Ingeborg Bachmann. Eine Bibliographie. Mit einem Geleitwort von Heinrich Böll. Piper, München 1978. ISBN 3-492-02366-5
- Peter Beicken: Ingeborg Bachmann. Beck, München 1988. ISBN 3-406-32277-8 (Beck’sche Reihe: Autorenbücher, Bd. 605)
- Hans Höller: Ingeborg Bachmann. Das Werk. Von den frühesten Gedichten bis zum „Todesarten“-Zyklus. Hain (Athenäums Programm), Frankfurt am Main 1993. ISBN 3-445-08578-1, S. 94–106
- Kurt Bartsch: Ingeborg Bachmann. Metzler, Stuttgart 1997 (2. Aufl., Sammlung Metzler. Band 242). ISBN 3-476-12242-5
- Stefanie Golisch: Ingeborg Bachmann zur Einführung. Junius, Hamburg 1997. ISBN 3-88506-941-5, S. 76–84
- Hans Höller: Ingeborg Bachmann. Reinbek, Rowohlt 1999 (Aufl. 2002), ISBN 3-499-50545-2
- Monika Albrecht (Hrsg.), Dirk Göttsche (Hrsg.): Bachmann-Handbuch. Leben – Werk – Wirkung. Metzler, Stuttgart 2002. ISBN 3-476-01810-5